# Luís António Nogueira
Luís António Nogueira (Conceição, Angra do Heroísmo, 29 de Dezembro de 1832 — Lumiar, Lisboa, 28 de Junho de 1884) foi um político e jurista açoriano. Bacharel em Direito pela Faculdade de Direito da Universidade de Coimbra. Foi advogado, secretário-geral do Governo Civil do Distrito de Angra do Heroísmo e do Distrito do Porto.

## Biografia
Era filho de Abílio Ponciano Nogueira (Conceição, Angra do Heroísmo, 8 de Agosto de 1807 - Sé, Angra do Heroísmo, 29 de Julho de 1859) e de sua mulher D. Maria da Luz Rebello Nogueira (São Pedro, Angra do Heroísmo, 13 de Outubro de 1805 - Sé, Angra do Heroísmo, 7 de Dezembro de 1885). Tinha dois irmãos mais novos. 
O seu pai era um negociante de fracas capacidades, mas com meios suficientes para o mandar estudar para a Faculdade de Direito da Universidade de Coimbra por onde foi bacharel em Direito (1855). Regressou à sua cidade natal onde foi secretário-geral do Governo Civil, além de delegado do procurador régio. Em 1865 foi eleito director da Sociedade Promotora das Letras e Artes, mas nesse mesmo ano abandonou Angra do Heroísmo e foi ocupar o cargo de secretário-geral do Governo Civil do Distrito do Porto. Entrou posteriormente para o quadro do Ministério do Reino onde exerceu a partir de 1870 e até à morte o cargo de director-geral da administração política e civil. Ocupou ainda o cargo de fiscal e comissário do governo junto da Companhia Real dos Caminhos de Ferro. Em 1856 foi eleito deputado pelo círculo de Angra do Heroísmo para a X Legislatura (1857-1858) pelo Partido Histórico, tendo depois sido filiado no Partido Progressista. Foi redactor do jornal O Direito (1875). 
É o avô materno de Fernando Pessoa, que fala dele nas cartas que endereçou a Armando Cortes-Rodrigues.
Casou, em 24 de Abril de 1859, na Igreja de São Pedro, em Angra, com D. Magdalena Amália Xavier Pinheiro (Velas, Ilha de São Jorge, 14 de Junho de 1836 - Sé, Angra do Heroísmo, 5 de Outubro de 1898), filha de Inácio José Pinheiro e de Ana Maria Xavier Pinheiro, tendo três filhos:
- Ana Luísa Pinheiro Nogueira (Sé, Angra do Heroísmo, 19 de Março de 1860 - Camões, Lisboa, 25 de Março de 1940), a Tia Anica, casada em 1888 com o seu primo João Nogueira de Feitas (1866-1904), engenheiro agrónomo, com quem teve dois filhos: Mário Nogueira de Freitas (1891-1932) e Maria Madalena Nogueira de Freitas Costa (1893-1977);
- Maria Magdalena Pinheiro Nogueira, mãe de Fernando Pessoa;
- Luís António Pinheiro Nogueira (Sé, Angra do Heroísmo, 24 de Março de 1863 - São José, Lisboa, 30 de Março de 1882);

Faleceu vítima de doença prolongada, aos 51 anos de idade, no lugar do Paço do Lumiar, encontrando-se sepultado em jazigo, no Cemitério dos Prazeres. Deixou ainda viva a sua mãe, que faleceria no ano seguinte, a esposa, e as duas filhas, ainda solteiras.